# مارتن يانسن
مارتن يانسن (بالهولندية: Maarten Jansen)‏ هو أستاذ جامعي وعالم إنسان هولندي، ولد في 4 أكتوبر 1952.